# Zentralverband des Deutschen Handwerks
Der Zentralverband des Deutschen Handwerks e. V. (ZDH) ist ein Spitzenverband der Wirtschaft, in dem 53 Handwerkskammern, rund 50 Fachverbände des Handwerks auf Bundesebene sowie weitere wirtschaftliche und sonstige Einrichtungen des Handwerks in Deutschland zusammengeschlossen sind. Der ZDH ist Mitglied im Gemeinschaftsausschuss der Deutschen Gewerblichen Wirtschaft.

## Zahlen und Fakten
Die rund eine Million deutschen Handwerksbetriebe beschäftigen mehr als 5,6 Millionen Mitarbeiter und bilden etwa 360.000 Lehrlinge aus. Das sind 12 Prozent aller Erwerbstätigen und 29 Prozent aller Auszubildenden in Deutschland. Der Umsatz in dieser Branche betrug 2021 rund 668 Milliarden Euro (ohne Mehrwertsteuer).

## Geschichte
Der ZDH ging aus der Zentralarbeitsgemeinschaft des Handwerks im Vereinigten Wirtschaftsgebiet (ZAG) mit Sitz in Frankfurt am Main hervor. Auf einer Sitzung in Boppard am 30. November 1949 beschloss der Handwerksrat der ZAG die Gründung des „Zentralverbands des Deutschen Handwerks“. Dieser nahm seinen Sitz in Bonn ein, wo er zunächst im Haus der Kreishandwerkerschaft Bonn unterkam. 1953 ließ sich der Verband in einem aus eigenen Mitteln neu errichteten Geschäftsgebäude, dem Haus des Deutschen Handwerks (einschließlich der Villa Koblenzer Straße 131) nieder. 1966 zog er innerhalb Bonns in ein neues Haus des Deutschen Handwerks um.
Um im wiedervereinigten Deutschland dem Handwerk aus Ost und West Gehör zu verschaffen, zog der ZDH 1999 wie die Bundesregierung von Bonn nach Berlin um. Im Haus des Deutschen Handwerks in der Mohrenstraße 20/21 nahe dem Gendarmenmarkt sitzt der ZDH noch heute.

## Geschäftsführendes Präsidium

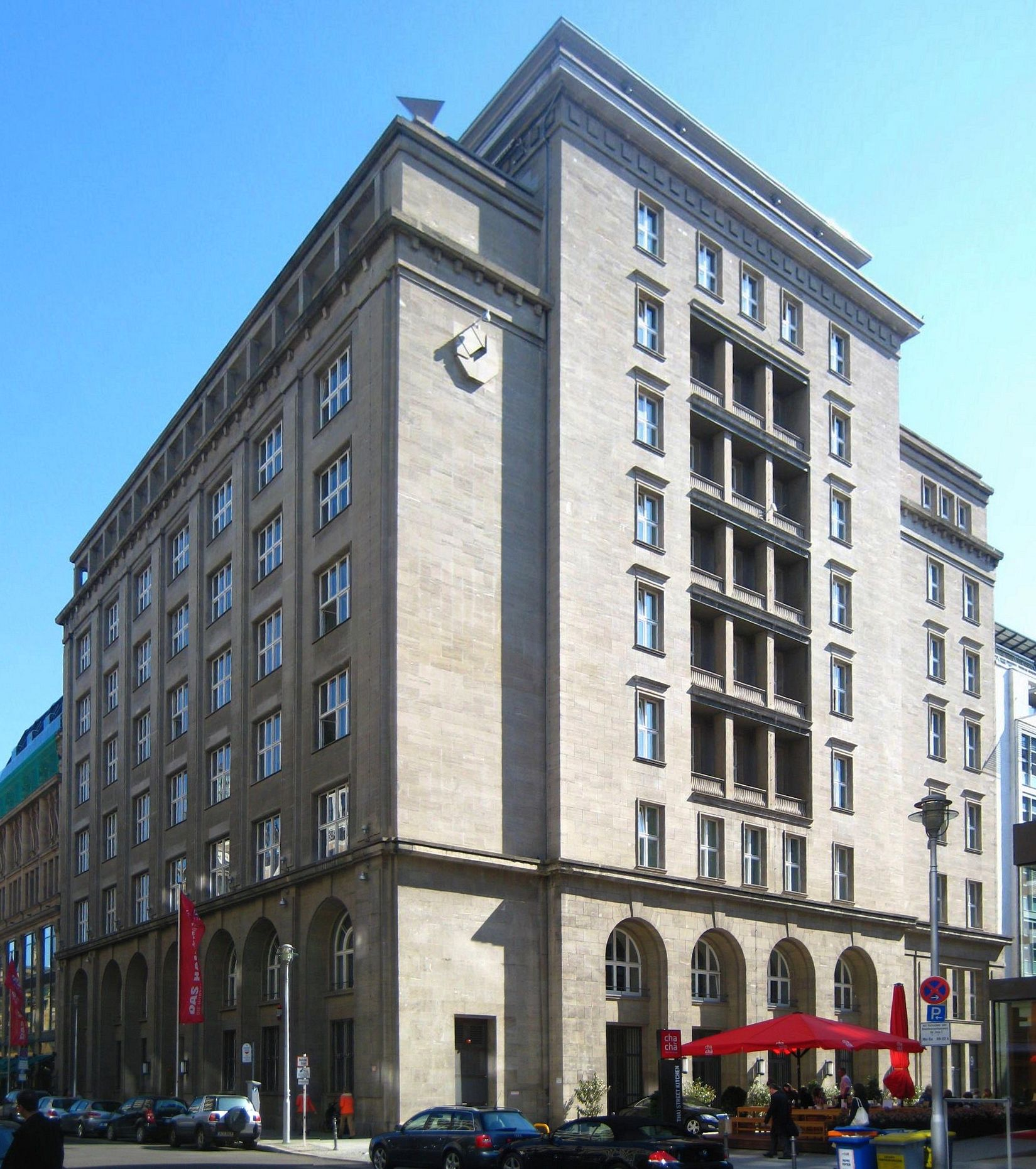
Sitz des ZDH in der Mohrenstraße in Berlin-Mitte

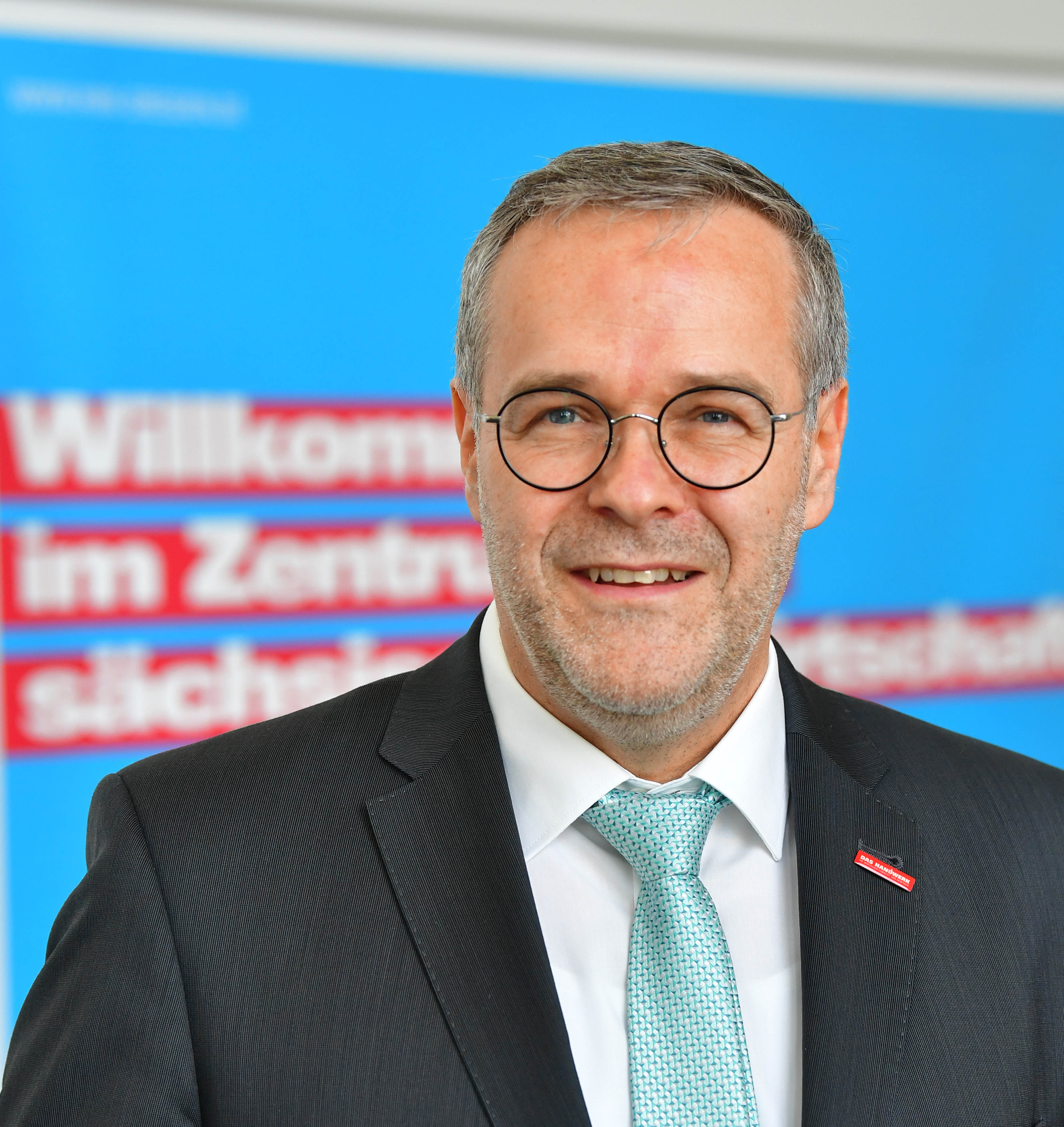
ZDH-Präsident Jörg Dittrich (2021)

Das Geschäftsführende Präsidium des ZDH besteht aus dem Präsidenten, zwei Stellvertretern (Vizepräsidenten) und zwei weiteren Mitgliedern. Die Mitglieder des Präsidiums müssen selbstständig einen Handwerksbetrieb führen, ihre Wahl erfolgt durch die Vollversammlung.
Generalsekretär des ZDH ist seit dem 1. Januar 2010 Holger Schwannecke.

## Mitglieder
- Deutscher Handwerkskammertag (DHKT) (mit 53 Handwerkskammern)
- Unternehmerverband Deutsches Handwerk (UDH) (mit rund 50 Fachverbänden)
- Weitere wirtschaftliche und sonstige Einrichtungen des Handwerks